# Аппер-Гатт
Аппер-Гатт (англ. Upper Hutt, маор. Orongomai) — місто в Новій Зеландії. Розташоване на півдні Північного острова, входить до агломерації Веллінгтона.
За даними перепису 2013 року населення міста становило 40 179 осіб, територія (без внутрішніх вод) — 540 км².

## Історія
Маорі жили на території Аппер-Гатт ще до 1820 року. Європейці стали селитися тут лише в 1860-х роках. Тривалий час ця місцевість була районом фермерських господарств. 1965 року Аппер-Хатт став містом.

## Економіка
Аппер-Гатт — переважно спальне місто. Багато місцевих жителів їздить на роботу у Веллінгтон.
Є підприємства й у самому Аппер-Гатті: шинний, фармацевтичний, машинобудівні заводи.
Навколо міста населення займається тваринництвом: розводять овець, велику рогату худобу, домашню птицю.